# گالف شورز (آلاباما)
گالف شورز (به انگلیسی: Gulf Shores) شهری در شهرستان بالدوین ایالت آلاباما است که مساحت آن ۷۲٫۴۷ کیلومتر مربع است و در سرشماری سال ۲۰۱۰ میلادی، ۹٬۷۴۱ نفر جمعیت داشته و تراکم جمعیتی آن، ۱۳۴٫۴۱ نفر در هر کیلومتر مربع بوده است.